# Żleb Téryego

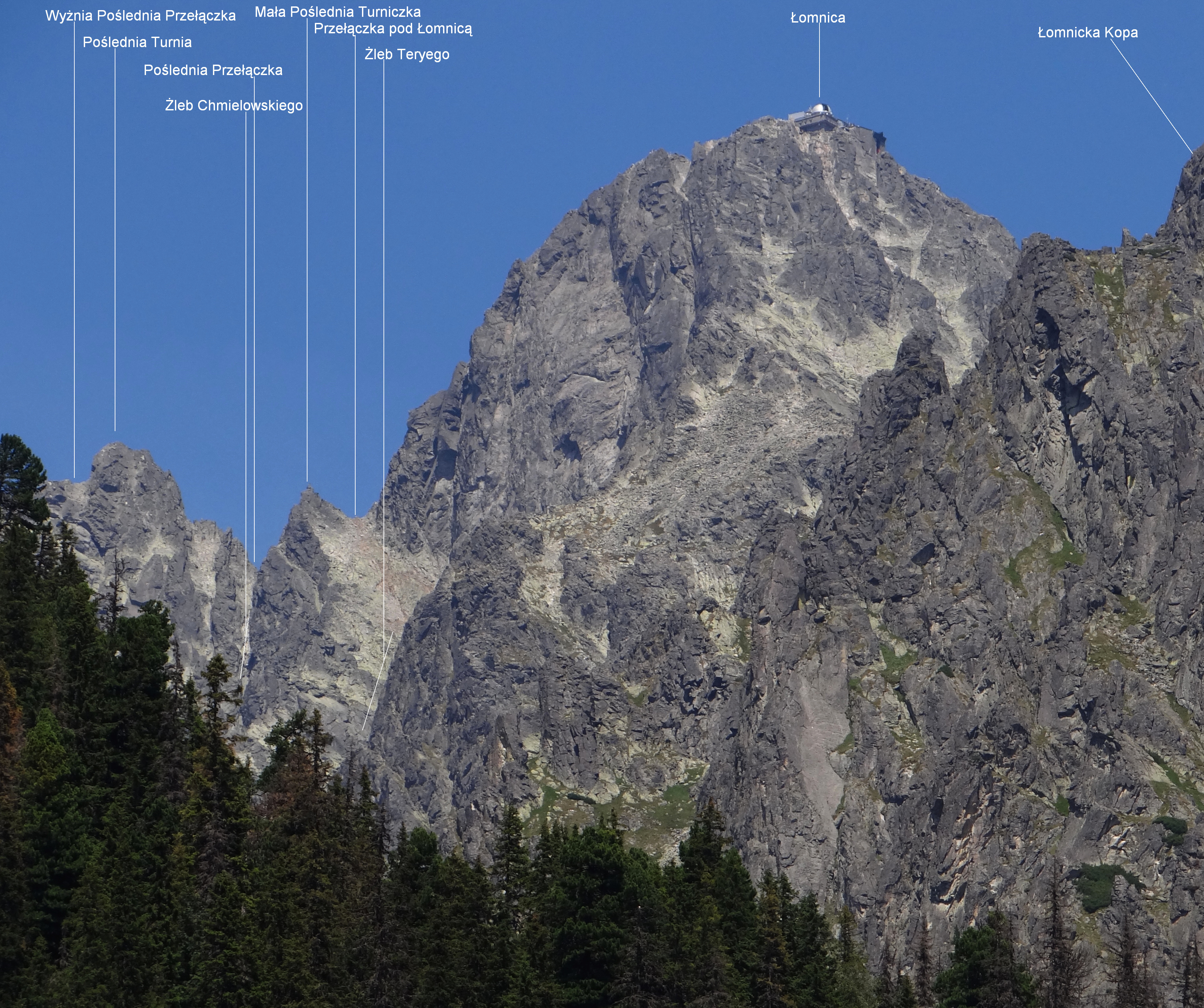
Górna część Żlebu Teryego

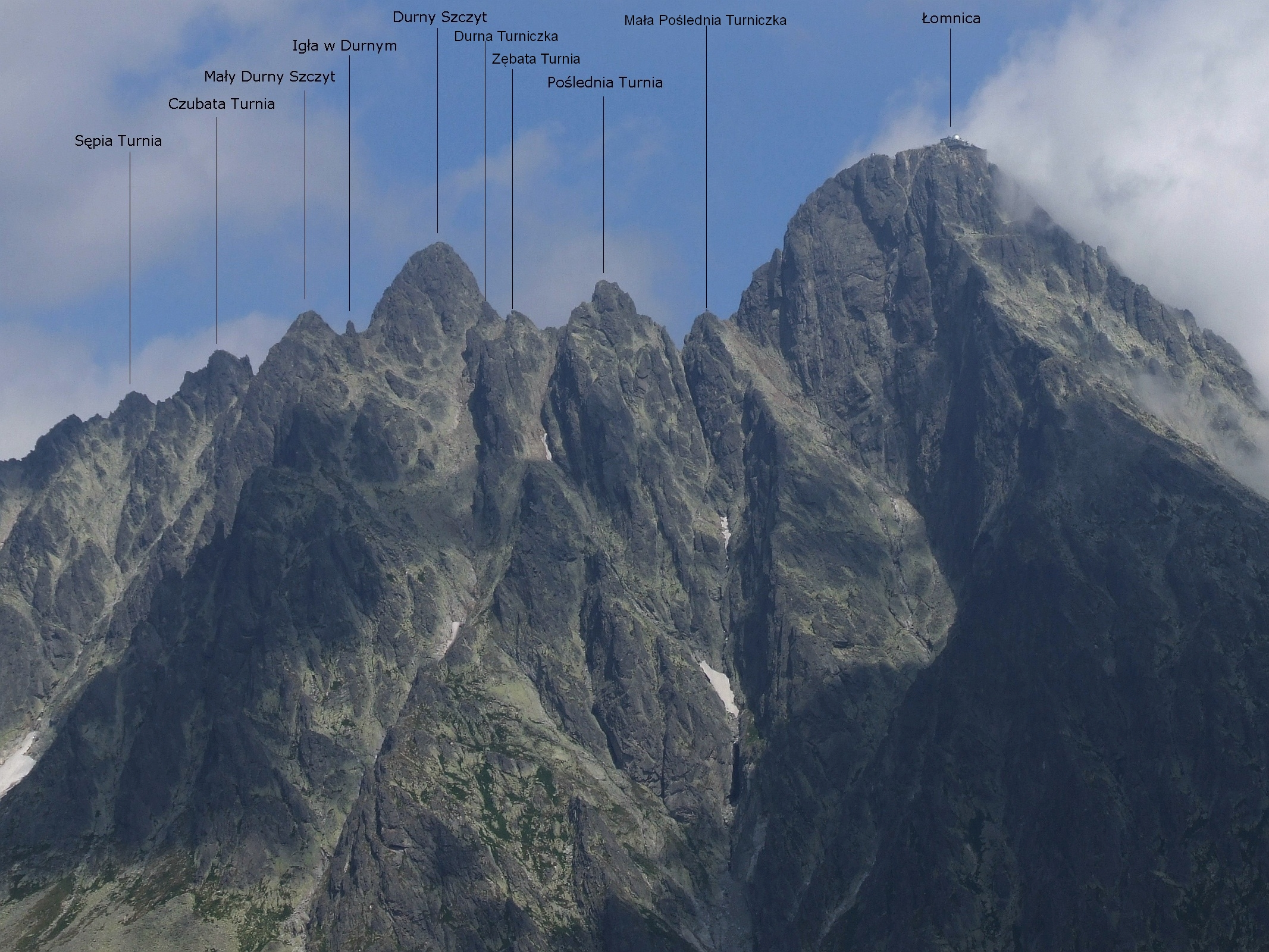
Żleb Téryego widoczny w ścianie Łomnicy

Żleb Téryego (słow. Téryho žľab, niem. Téry-Couloir, węg. Téry-kuloár) – żleb w słowackich Tatrach Wysokich, w południowo-wschodniej grani Wyżniego Baraniego Zwornika. Opada z  Przełączki pod Łomnicą do Doliny Małej Zimnej Wody, wcinając się między południową grań Małej Pośledniej Turniczki a ścianę Łomnicy.
Jest to kamienisty i bardzo stromy żleb. Nadano mu nazwę dla uczczenia węgierskiego lekarza, taternika i działacza turystycznego Ödöna Téryego. Żlebem prowadzi jedna z trudniejszych dróg wspinaczkowych w masywie Łomnicy. Dla taterników zamontowano w zachodniej ścianie Łomnicy od Łomnickiej Przełęczy długą i silnie eksponowaną ferratę doprowadzająca do Żlebu Teryego. Jej najbardziej eksponowany odcinek można pokonać zjazdem.